# Adrani
Adrani (en serbe cyrillique : Адрани) est une localité de Serbie située sur le territoire de la ville de Kraljevo, district de Raška. Au recensement de 2011, elle comptait 2 198 habitants.
Adrani est officiellement classé parmi les villages de Serbie.

## Démographie

### Évolution historique de la population
| 1948  | 1953  | 1961  | 1971  | 1981  | 1991  | 2002  | 2011  |
| ----- | ----- | ----- | ----- | ----- | ----- | ----- | ----- |
| 1 291 | 1 370 | 1 537 | 1 709 | 1 899 | 2 065 | 2 198 | 2 198 |

|  |